# Crime Always Pays...
Crime Always Pays... è il terzo e ultimo album del gruppo musicale thrash metal statunitense Swashbuckle, pubblicato il 10 settembre 2010 tramite l'etichetta discografica Nuclear Blast.

## Tracce
1. Slowly Wept the Sea – 2:58
2. We Are the Storm – 3:36
3. This Round's on YOU! – 3:47
4. Powder Keg – 2:03
5. Where Victory Is Penned – 4:05
6. Of Hooks & Hornswogglers – 3:00
7. A Time of Wooden Ships & Iron Men – 4:03
8. Crime Always Pays – 3:21
9. Raw Doggin' at the Raw Bar – 3:49
10. The Gallow's Pole Dancer – 4:16
11. Legacy's Allure – 1:34
12. At the Bottom of a Glass – 4:54
13. To Steal a Life – 2:09
14. You Bring the Cannon, We'll Bring the Balls – 3:05
15. Surf-n-Turf (For Piratical Girth) – 2:52
16. Rope's End – 3:31

## Formazione
- Admiral NoBeard - voce e basso
- Commodore RedRum - chitarra
- Bootsmann Collins - batteria